# مترو الدوحة
مترو الدوحة مشروع نقل مكون من شبكة قطارات سريعة أنشئت في الدوحة عاصمة قطر، في إطار استعداداتها لاستضافة كأس العالم لكرة القدم 2022. شكل المشروع جزءا من شبكة السكك الحديدية في قطر، والتي سوف تشمل مسافات طويلة عالية السرعة في جميع أنحاء قطر. تألفت المرحلة الأولى من الشبكة من 37 محطة بكلفة وصلت إلى 70 مليار ريال قطري.

تربط الشبكة المكونة من ثلاثة خطوط (الأخضر والذهبي والأحمر) المرافق الرئيسية في حاضرة الدوحة مثل المطارين القديم والجديد والملاعب المونديالية وجامعة قطر والمناطق الرئيسية في وسط الدوحة.
| الخط      | الخط      | تاريخ الإفتتاح                                                                            | الطول (كم) | عدد المحطات | نهاية                                                 | الحالة    |
| --------- | --------- | ----------------------------------------------------------------------------------------- | ---------- | ----------- | ----------------------------------------------------- | --------- |
| الأحمر    |           | 8 مايو 2019 (القصار إلى الوكرة) 10 ديسمبر 2019 (مطار حمد الدولي، كتارا، جامعة قطر ولوسيل) | 40         | 18          | لوسيل مطار حمد الدولي الوكرة                          | في الخدمة |
| الأخضر    |           | 10 ديسمبر 2019                                                                            | 22         | 11          | الرفاع المنصورة                                       | في الخدمة |
| الذهبي    |           | 21 نوفمبر 2019                                                                            | 14         | 11          | العزيزية رأس أبو عبود                                 | في الخدمة |
| الأزرق    |           | مقرر: 2027                                                                                | 17.5       | 14          | مطار حمد الدولي، مبنى الركاب ٢ الخليج الغربي (الدوحة) | مخطط      |
| الإجمالي: | الإجمالي: | الإجمالي:                                                                                 | 93         | 54          |                                                       |           |

## خارطة شبكة المترو

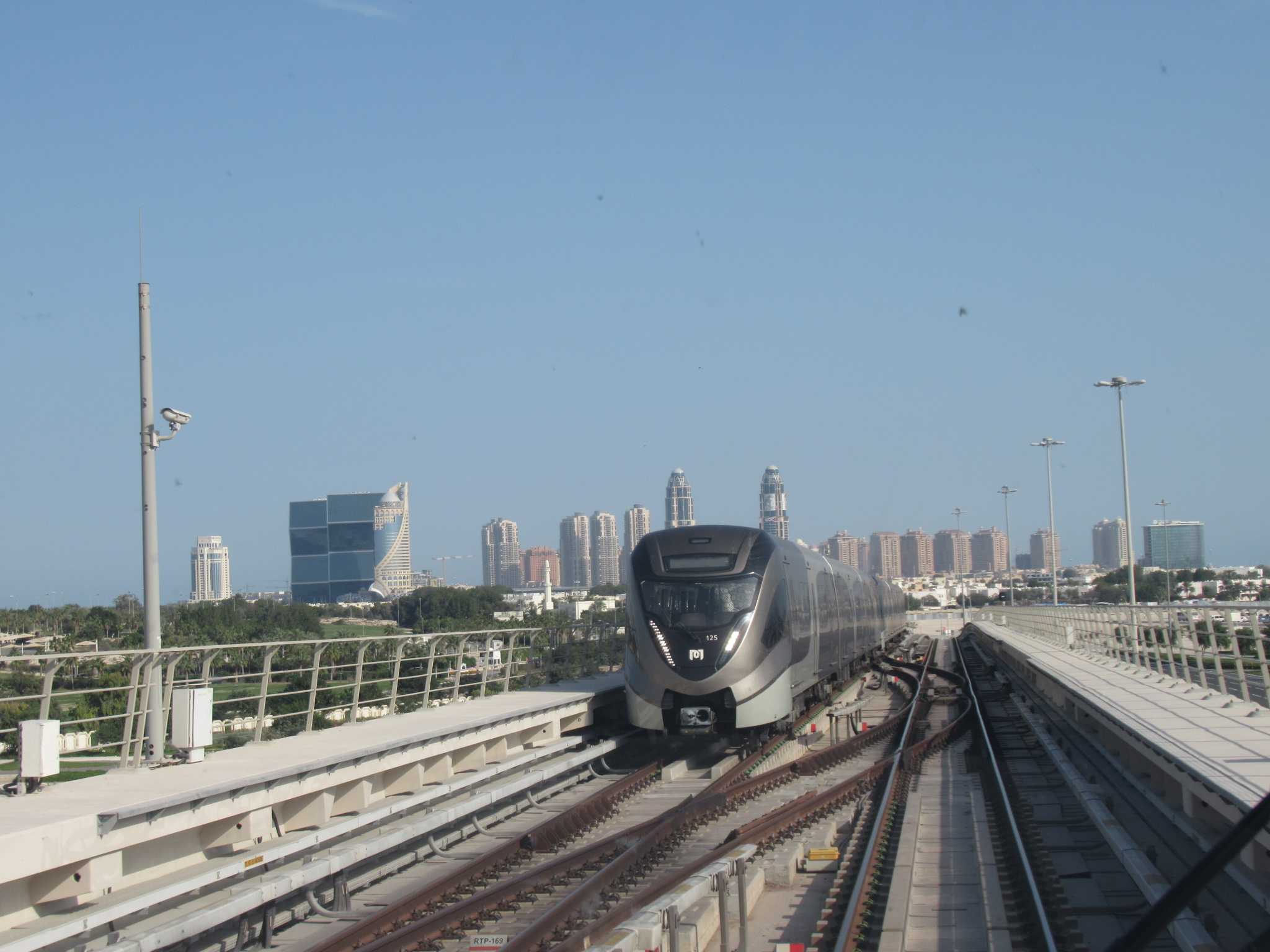
مترو الدوحة في الخط الأحمر.

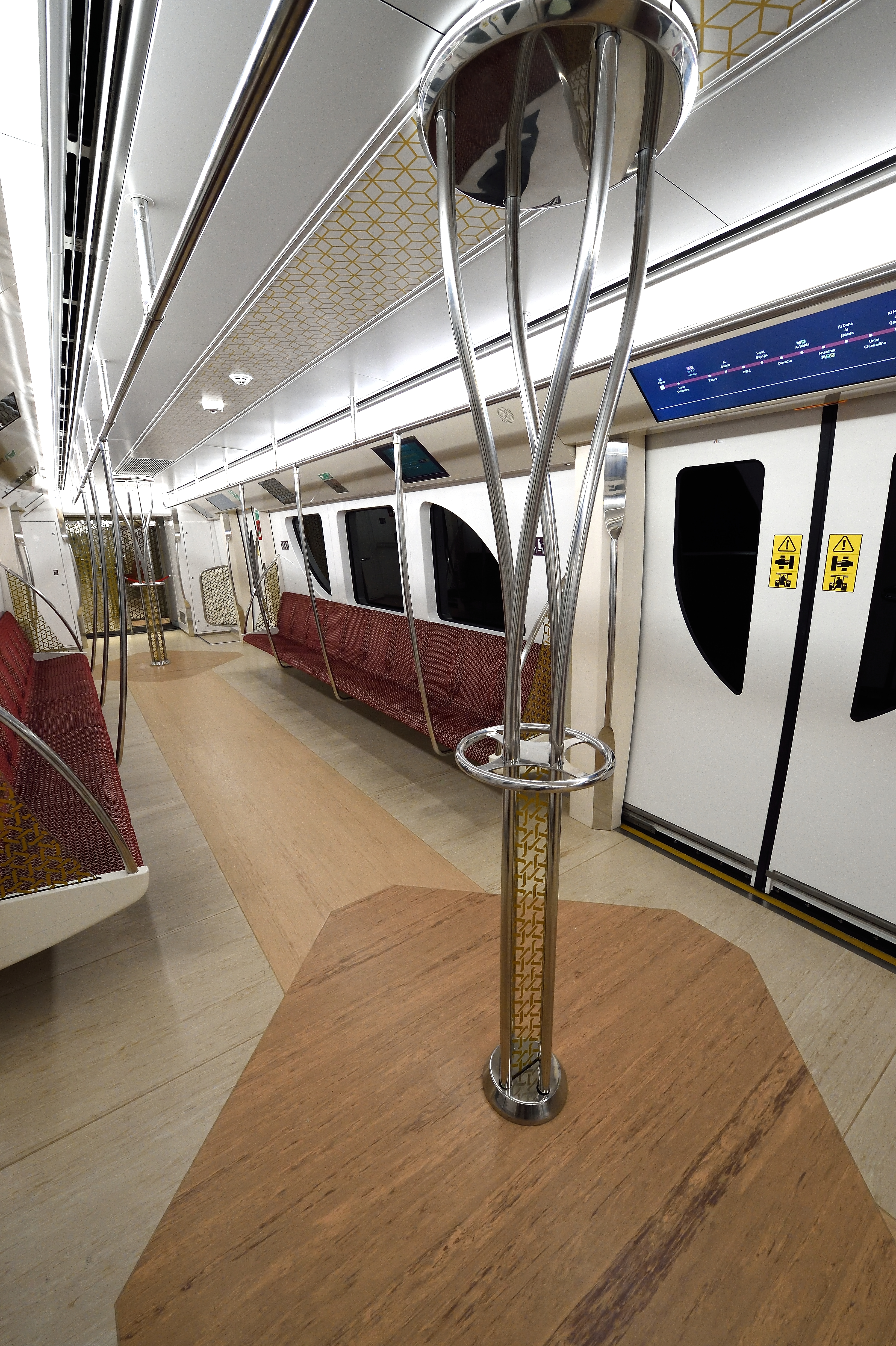
صورة من داخل مترو الدوحة.

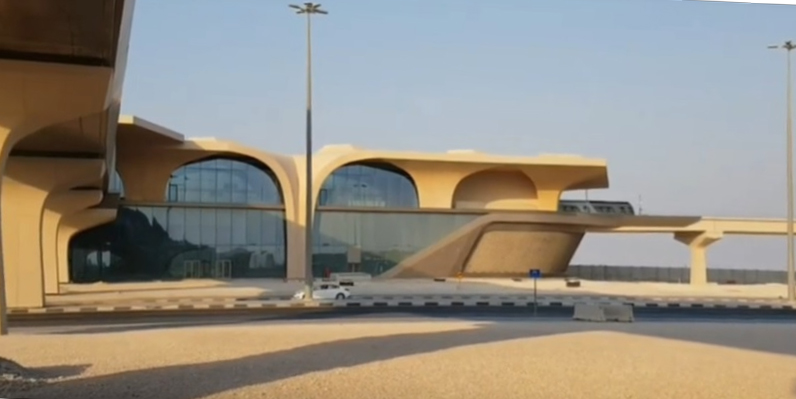
منظر لمحطة مترو الوكرة، وهي جزء من الخط الأحمر، في يونيو 2019م.